# 1746 год в музыке

## События
- 8 апреля — Иоганн Себастьян Бах в Томаскирхе (Лейпциг) исполнил пассион Георга Фридриха Генделя Brockes Passion HWV 48[англ.].
- Элиас Готтлоб Хаусман[англ.] завершает свой знаменитый портрет Иоганна Себастьяна Баха.
- Бах добавляет две хоральные прелюдии (BWV 664 и 665) к своей рукописи «Восемнадцать великих хоральных прелюдий[англ.]» (1746—1747).

## Классическая музыка
- Иоганн Себастьян Бах — Sechs Choräle von verschiedener Art.
- Георг Фридрих Гендель — An Occasional Oratorio (HWV 62) на слова ирландского либреттиста Ньюбурга Хэмилтона (англ. Newburgh Hamilton).

## Опера
- Андреа Адольфати[итал.] — La pace fra la virtù e la bellezza.
- Томас Арн — Neptune and Amphitrite.
- Маттео Капраника[итал.] — Alcibiade.
- Жан-Мари Леклер — «Сцилла и Главк» (Scylla et Glaucus)

## Родились
- 3 июня — Джеймс Хук[англ.] (ум. 1827) — английский композитор и органист
- 7 октября — Уильям Биллингс[англ.] (ум. 1800) — американский композитор хоровой музыки
- 15 ноября — Жозеф Кенель[англ.] (ум. 1809) — франкоканадский композитор, скрипач, драматург и поэт, директор канадской театральной труппы

## Скончались
- 30 марта — Жан-Жозеф Фиокко[фр.] (59) — фламандский музыкант и композитор итальянского происхождения
- 15 мая — Джованни Антонио Ричьери[кат.] (67) — итальянский композитор и музыкальный педагог[1]
- 27 августа — Иоганн Каспар Фердинанд Фишер[англ.] (ок. 90) — немецкий композитор эпохи барокко
- 10 декабря — Теодорико Педрини[англ.] (75) — итальянский священник, музыкант и композитор, 36 лет проведший при императорском дворе Китая в качестве миссионера
- без точной даты — Жан-Батист Мальте[фр.] (44 или 45) — французский танцор и учитель танцев